# Cardiaspina bilobata
Cardiaspina bilobata är en insektsart som beskrevs av Taylor 1989. Cardiaspina bilobata ingår i släktet Cardiaspina och familjen rundbladloppor. Inga underarter finns listade i Catalogue of Life.